# Meta dvojno povečana šeststrana prizma
| Meta dvojno povečana šeststrana prizma | Meta dvojno povečana šeststrana prizma       |
| -------------------------------------- | -------------------------------------------- |
|                                        |                                              |
| Vrsta                                  | Johnsonovo telo J55-J56-J57                  |
| Stranske ploskve                       | 2x2+4 trikotnikov 2+2 kvadrata 2 šestkotnika |
| Robovi                                 | 26                                           |
| Oglišča                                | 14                                           |
| Dualni polieder                        | -                                            |
| Konfiguracija oglišča                  | 4(42.6) 2(34) 2x4(32.4.6)                    |
| Simetrijska grupa                      | C2v                                          |
| Lastnosti                              | konveksna                                    |
| mreža telesa                           |                                              |

Meta dvojno povečana šeststrana prizma je eno izmed Johnsonovih teles (J56).
V letu 1966 je Norman Johnson (rojen 1930) imenoval in opisal 92 teles, ki jih sedaj imenujemo Johnsonova telesa.